# Micardia pulchrargenta
Micardia pulchrargenta là một loài bướm đêm trong họ Noctuidae.